# Trichostomum fallaciosum
Trichostomum fallaciosum là một loài rêu trong họ Pottiaceae. Loài này được W.H. Welch & H.A. Crum mô tả khoa học đầu tiên năm 1960.